# Philereme rhamnata
Philereme rhamnata är en fjärilsart som beskrevs av Ignaz Schiffermüller 1775. Philereme rhamnata ingår i släktet Philereme och familjen mätare. Inga underarter finns listade i Catalogue of Life.